# Князь Серебряный
О княжеском роде Серебряных см. Серебряные-Оболенские
«Князь Серебряный. Повесть времён Ивана Грозного» — исторический роман А. К. Толстого о временах опричнины. Увидел свет в 1862 году на страницах «Русского вестника» (№ 8—10). Первое отдельное издание с «Предисловием» автора появилось в 1863 году. Один из самых читаемых исторических романов на русском языке, выдержавший десятки переизданий. Подводит черту под ранним (вальтерскоттовским) периодом в развитии русского исторического романа.
В современных публикациях рассматривается как «первая в русской литературе попытка художественного исследования истоков, сущности, исторических и нравственных последствий абсолютной тирании».

## Сюжет
В романе рассказано о благородном воеводе, князе Серебряном, который по возвращении с Ливонской войны столкнулся с бесчинствующей шайкой опричников и понял, что в русском государстве творится что-то неладное. Вопиющие бесчинства он встречает при дворе Ивана Грозного в Александровской слободе. Несмотря на глубокое отвращение к преступному окружению царя во главе с Малютой Скуратовым, князь сохраняет верность государю.
Романтическая линия связана с суженой князя Серебряного Еленой, в которую влюблён главарь опричников Афанасий Вяземский. Желая положить конец его домогательствам, Елена вышла замуж за пожилого боярина Морозова. В условиях опричнины головы летят направо и налево. И муж, и преследователь Елены гибнут на плахе, сама она принимает постриг, князь Серебряный бросает царский двор и уезжает на войну, где погибает в битве с татарами.
Профессор В. И. Кулешов, отмечая слабость и мелодраматизм любовных сцен романа, в целом высоко оценивает мастерство Толстого-повествователя: «Сюжет романа мастерски скомпонован, развивается с захватывающим драматическим интересом, с переплетающимися нитями интриг, и каждая главка, обозначенная кратко, одним-двумя словами, имеет свою законченную тему и вносит свой вклад в повествовательное целое».

## Персонажи романа

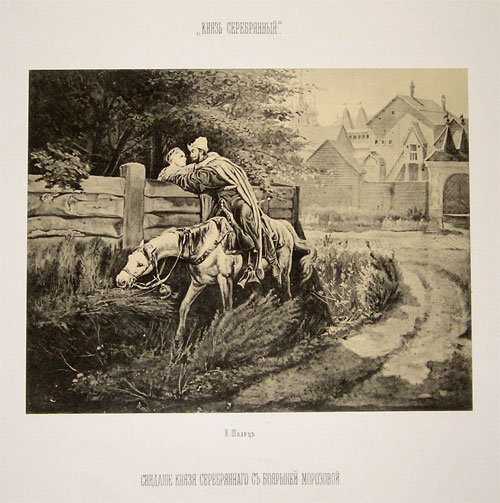
Свидание князя Серебряного с боярыней Морозовой (иллюстрация В. Г. Шварца)

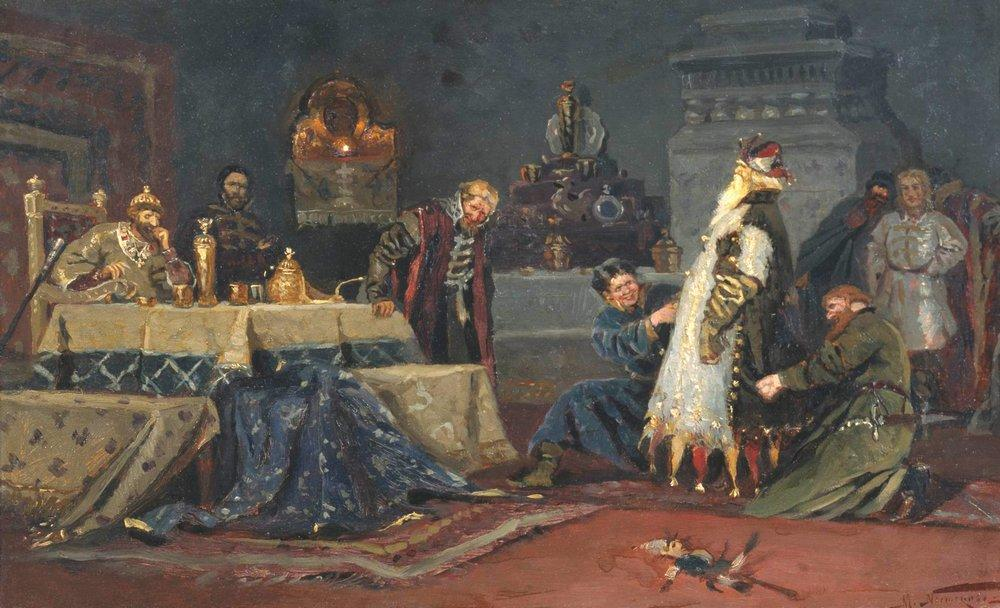
М. В. Нестеров. Шутовской кафтан. Боярин Дружина Андреевич Морозов перед Иваном Грозным. 1885 год

- Князь Никита Романович Серебряный — московский воевода, вымышленный персонаж
- Иван IV Грозный — первый русский царь
- Дружина Андреевич Морозов — московский боярин, вымышленный персонаж
- Елена Дмитриевна Морозова — жена Дружины Андреевича, вымышленный персонаж
- Малюта Скуратов — думный боярин, один из руководителей опричнины
- Максим Григорьевич Скуратов — вымышленный сын Малюты Скуратова
- Матвей Хомяк — стремянный Малюты
- Фёдор Алексеевич Басманов — опричный боярин
- Алексей Данилович Басманов — опричный боярин
- Пётр Данилович Басманов — опричный боярин
- Борис Федорович Годунов
- Афанасий Иванович Вяземский — князь, опричный боярин, один из организаторов и глава опричников
- Ванюха Перстень — атаман разбойников, в конце романа выясняется, что он воевал в Сибири и принял имя Иван Кольцо
- Амельян Коршун — старый атаман разбойников
- Хлопко — разбойник
- Митька — крестьянин-богатырь, у которого опричники увезли невесту
- Михеич — стремянный и воспитатель князя Серебряного
- Мельник Давыдыч — колдун
- Онуфриевна — престарелая мамка царя Ивана
- Василий Блаженный (угадывается в юродивом Ваське, дважды появляющемся в романе).

Вымышленные персонажи романа наделены историческими фамилиями. У Н. М. Карамзина есть упоминание о князе П. С. Оболенском-Серебряном, «который двадцать лет не сходил с коня, побеждая и татар, и Литву, и немцев…». О боярине Михайле Яковлевиче Морозове Карамзин сообщает следующее: «Сей муж прошёл невредимо сквозь все бури московского двора; устоял в превратностях мятежного господства бояр…».

## Создание и публикация
Интерес А. К. Толстого к историческим песням о временах Ивана Грозного породил в нём желание написать роман о том времени, показать ужасы тирании и безмолвие народа. Осуществить этот замысел удалось после смерти Николая I, в либеральной обстановке тех лет, которые непосредственно предшествовали отмене крепостного права.
Образ первого царя как убийцы-параноика был намечен Толстым ещё в 1840-е гг. в балладах «Василий Шибанов» и «Князь Михайло Репнин»; окончательно он был очерчен в стихотворении 1858 года «Старицкий воевода».
В эпиграф романа Толстой вынес цитату из 16-й книги «Анналов», которая прямо указывает на основную проблему, затронутую в данном произведении: «At nunc patientia servilis tantumque sanguinis domi perditum fatigant animum et moestitia restringunt, neque aliam defensionem ab iis, quibus ista noscentur, exegerim, quam ne oderim tam segniter pereuntes.» («А тут рабское терпение и такое количество пролитой дома крови утомляет душу и сжимает её печалью. И я не стал бы просить у читателей в своё оправдание ничего другого, кроме позволения не ненавидеть людей, так равнодушно погибающих.»)
Историческим источником при работе над книгой Толстому послужил IX том «Истории государства Российского» Н. М. Карамзина. Толстой не только использовал сюжетную канву карамзинской "Истории… ", но и отдельные её эпизоды: рассказ Морозова об отъезде царя в Александровскую слободу и о введении опричнины; описание Александровской слободы; картина царского пира; казнь; рассказ об истории завоевания Сибири и др. При написании романа Толстой ознакомился со «Сказаниями князя Курбского» (изданы Н. Г. Устряловым в 1833, 1842 и 1859 годах).
Бытовые, этнографические подробности и фольклорные материалы автором были почерпнуты из:
- монографии А. В. Терещенко «Быт русского народа» (части 1—7, СПб.1848)[8];
- монографии Н. И. Костомарова «Очерк домашней жизни и нравов великорусского народа в XVI—XVII столетиях»[9] (опубликована в «Современнике», тт. 80 и 83. 1860);
- монографии И. Е. Забелина «Домашний быт русских царей» (М. 1862);
- песенных сборников П. В. Кириевского (ч.1, СПб. 1860—1862), П. Н. Рыбникова (части 1 и 2, СПб. 1861—1862), П. В. Бессонова («Калики перехожие», ч. 1, М. 1861);
- сборники И. П. Сахарова: «Песни русского народа», «Сказания русского народа» и «Русские народные сказки» (1836—1841);
- Исторического описания одежды и вооружения российских войск, составленное А. В. Висковатым (СПб. 1841—1853);
- «Древностей Российского государства» Ф. Г. Солнцева (М. 1849—1853).

В предисловии к роману Толстой замечает:

«В отношении к ужасам того времени автор оставался постоянно ниже истории. Из уважения к искусству и к нравственному чувству читателя, он набросил тень и показал их по возможности в отдалении. При чтении источников книга не раз выпадала у автора из рук, и он бросал перо в негодовании, не столько от мысли, что мог существовать Иоанн IV, сколько от той, что могло существовать такое общество, которое смотрело на него без негодования. Это тяжёлое чувство постоянно мешало необходимой в эпическом сочинении объективности и было отчасти причиной, что роман, начатый более десяти лет назад, окончен только в настоящем году.»— А. К. Толстой. Князь Серебряный.

Ещё в 1850 году Толстой читал наброски романа Гоголю, который (об этом вспоминает П. Кулиш) тогда же познакомил его с народной песней «Пантелей-государь ходит по двору, Кузьмич гуляет по широкому…», вошедшей в итоговый текст романа (глава 5). В одном из писем С. А. Миллер (1856, 13 декабря) Толстой сетует на бесцветность главного героя романа: «Я часто думал о характере, который надо было бы ему дать, я думал сделать его глупым и храбрым… Нельзя ли было бы его сделать очень наивным… то есть сделать человека очень благородного, не понимающего зла, но который не видит дальше своего носа… и никогда не видит отношения между двумя вещами…». Чтобы погрузить читателя в описываемое время, Толстой осторожно архаизировал общеупотребительные слова и обороты («богачество» вместо «богатство», «печаловаться» вместо «печалиться» и т. д.). 

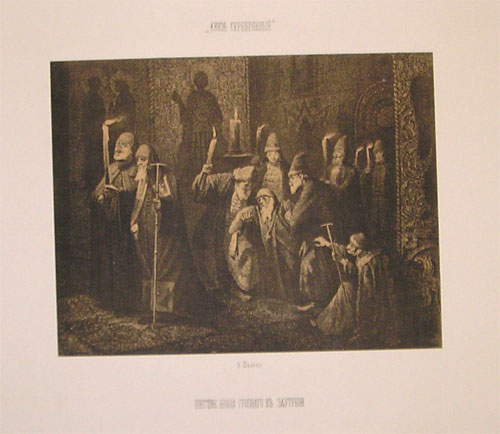
Шествие Ивана Грозного к заутрене (иллюстрация В. Шварца)

Толстой не спешил с публикацией своего единственного романа из-за опасений цензурных придирок и сокращений. Из памяти ещё не изгладился запрет драмы Лажечникова «Опричник» на том основании, что первый русский царь в ней представлен тираном. Во избежание цензурных затруднений главному герою было дано имя родоначальника Романовых, брата первой жены царя.
«Если сильный авторитет может иметь влияние на цензуру, то скажу Вам, что императрица два раза слушала чтение Серебряного в присутствии государя», — писал автор М. Каткову, издававшему «Русский вестник». За чтение в Зимнем дворце в 1861 г. граф Толстой получил от императрицы Марии Александровны золотой брелок в виде книги, на одной стороне которой отчеканено славянской вязью имя «Мария», а на другой — надпись «В память Князя Серебряного». Страницы книги выполнены в виде золотых пластинок с крошечными фотографиями слушательниц.
Возможно, благодаря заступничеству в высших сферах, «Князь Серебряный» был опубликован без купюр. Хотя высоколобая публика и пеняла графу, что он написал-де «чтиво для лакеев», ещё при жизни Толстого роман был переведён на пять европейских языков и трижды переиздавался в России. Уже в 1863 г. была предпринята первая (неудачная) попытка перенести его события на театральные подмостки. На сюжет книги были написаны четыре оперы (Ф. Б. Граверта, М. И. Маркова, Г. А. Казаченко, П. Н. Триодина) и «десятки пьес в стихах и прозе», однако из-за противодействия цензуры театральные постановки были редки.
В 1862 г. императрица высказала пожелание, чтобы издание романа сопровождалось иллюстрациями. Князь Гагарин посоветовал отдать заказ молодому художнику Шварцу, который и выполнил иллюстрации пером. С них были сделаны фотографии, послужившие основой для хромолитографий. Это был один из первых в России примеров использования фотографии книжными иллюстраторами.

## Проблематика
Со времени ранней баллады «Василий Шибанов» А. К. Толстой раз за разом обращался к драматичным событиям царствования Ивана Грозного, точнее — к отдельным примерам «противостояния прямых, честных одиночек общей системе зла и насилия». В итоге размышлений над событиями того времени Толстой приходит к выводу, что залогом кровавого террора верховной власти (подготовившего катастрофу Смутного времени) было бесконечное терпение жертв царского самодурства. «Если может быть извинение Иоанну, то его следует искать в сообщничестве всей России», — писал Толстой. Он сознательно уходит от благостных развязок романов своего предшественника Загоскина, показывая невозможность прочного счастья в системе, где источником как бед, так и радостей является прихоть одного человека, стоящего на верху социальной пирамиды. К пониманию этого приходит и его главный герой: в итоге он отвергает открывающуюся перед ним перспективу семейного счастья и уезжает подальше от двора, от царской столицы.
За ярким приключенческим фасадом от первых рецензентов романа совершенно ускользнула развиваемая Толстым философия истории. Салтыков-Щедрин сразу же опубликовал в «Современнике» (1863, № 4) издевательскую рецензию-пародию, где «Князь Серебряный» представлен одномерным верноподданическим сочинением в византийской традиции. Рецензия изобилует такими пассажами: «Нагайки в „Князе Серебряном“, пройдя сквозь горнило народного представления, утрачивают свой истязательный характер и представляются уму беспристрастного наблюдателя лишь простым и незлобивым времяпрепровождением». Пренебрежительное отношение к книге А. Толстого преобладало и в марксистском литературоведении.

«Ревнители общественного блага сочли „повесть времён Иоанна Грозного“ литературно архаичной, этически ничтожной и политически вредной. Честному писателю надлежит клеймить сегодняшние безобразия, а не баснословного царя. Стыдно отвлекать общество от важных дел сказками о княжеских страданиях, порушенной любви, верности слову, муках совести и прочей ерунде. Граф А. К. Толстой отвлекал. Он написал книгу о том, как презрение к личности неизбежно оборачивается отпадом от Бога и истовым зверством. О том, как самодостаточная власть обрекает каждого на выбор — забвение совести и чести или гибель. О том, как смиренное терпение усиливает зло. О том, как деспотизм взращивает будущие преступления и готовит национальную катастрофу».— Андрей Немзер

### Полемика со славянофилами
И землю единый из вас соберёт,

Но сам же над ней станет ханом!

И в тереме будет сидеть он своём,

Подобен кумиру средь храма,

И будет он спины вам бить батожьём,

А вы ему стукать да стукать челом.

... Обычай вы наш переймёте,

На честь вы поруху научитесь класть,

И вот, наглотавшись татарщины всласть,

Вы Русью её назовете!
Историософские воззрения А. К. Толстого прямо противоположны построениям славянофилов, идеализировавших допетровское прошлое. Как раз во время работы над романом эта идеология окончательно оформилась и завоевала умы многих интеллектуалов, не исключая и близких знакомых автора. Для Толстого, напротив, весь московский период русской истории, последовавший за уничтожением новгородского веча, есть «самый подлый из наших периодов», проникнутый ядом «татарщины». Заимствовав у ордынцев наиболее удобный для их целей режим деспотизма, московские князья превратили русский народ в своих рабов: 

«Когда я думаю о красоте нашего языка, когда я думаю о красоте нашей истории до проклятых монголов и до проклятой Москвы, ещё более позорной, чем самые монголы, мне хочется броситься на землю и кататься в отчаянии от того, что мы сделали с талантами, данными нам Богом!»— Из письма к Б. М. Маркевичу от 26 апреля 1869 г.
В своём романе А. К. Толстой дал первый в русском искусстве развёрнутый психологический портрет основателя Русского царства. Правитель, велевший изрубить присланного из Персии в Москву слона, когда тот не захотел стать перед ним на колени, представлен Толстым как человек, который возомнил себя орудием божественной воли и, в своей гордыне уподобив себя божеству, впустил в себя абсолютное зло. «Закоренелая привычка не знать ничего, кроме своего произвола, и не терпеть противоречия ни в чем и ни от кого» привела царя к маниакальному стремлению «сравнять сильных со слабыми, чтобы не было на Руси одного выше другого, чтобы все были в равенстве, а он бы стоял один надо всеми, аки дуб во чистом поле» (цитата из романа).

### Предсказание тоталитаризма
В нарисованных А. К. Толстым картинах опричного разгула, как и в «Бесах» Достоевского, современные интерпретаторы романа нередко находят предсказание ужасов тоталитаризма. В трактовке Толстого задолго до прихода к власти большевиков верховная власть в России уже однажды «хотела равенства, но того равенства, которое является между колосьями поля, потоптанного конницею или побитого градом» — и это привело к трагедии Смутного времени. Зло, порождаемое болезненным сознанием царя, покидает его голову и, не находя себе сколько-нибудь серьёзного противодействия, заражает всех приближённых: бояре забывают о чести и достоинстве, каждый спешит выжить и возвыситься за счет собратьев. Больные мысли самодержца воплощаются в виде опричников-бесов, которых он насылает на Русь, дабы уравнять всех со всеми. Пока те пытают и казнят всех подряд, клевета и доносы становятся нормой жизни. Нарисованная в романе картина террора во многом предвещает сталинские репрессии. Неслучайно именно от Сталина исходил заказ на обеление образа первого царя, нашедший отражение в кинодилогии С. Эйзенштейна.
Дмитрий Быков считает, что более убедительного художественного отражения грозненской эпохи после А. К. Толстого так и не появилось. Предложенная в романе трактовка Грозного получила развитие в пьесе «Смерть Иоанна Грозного» (1866), а также у П. И. Чайковского (опера «Опричник») и И. Е. Репина (в знаменитой картине представившего помазанника божьего безумным убийцей). В нашумевших произведениях Владимира Сорокина «День опричника» (2006) и «Сахарный Кремль» (2008) Быков видит «сказки о тоталитаризме», где мир «Князя Серебряного» спроецирован на политические реалии путинской России. Сам Сорокин считает, что «увлекательный и трогательный» роман А. К. Толстого — «словно кусок времени живого, вырезанный из кромешной истории Иоанна Васильевича, первого российского самодержца-параноика».

## Экранизации
- «Князь Серебряный и пленница Варвара» (Российская империя, 1907)
- «Князь Серебряный» (Российская империя, 1911)
- «Царь Иван Грозный» (Россия, 1991)
- «Гроза над Русью» (Украина и Россия, 1992)

## Театральные постановки
- 1923 (7 декабря) — Театр Московского Совета рабочих, крестьянских и красноармейских депутатов, инсценировка С. П. Чернова и П. Н. Триодина, постановка силами артистов Свободной оперы С. И. Зимина
- 2023 — мюзикл театра Московская оперетта